# کورودا کیوتاکا
کورودا کیوتاکا (به ژاپنی: 黑田清隆)، (به ژاپنی: 黒田了介) سیاستمدار اهل ژاپن در دوره میجی بود. او دومین نخست‌وزیر ژاپن از ۳۰ آوریل ۱۸۸۸ تا ۲۵ اکتبر ۱۸۸۹ بود.